# Corydalis daucifolia
Corydalis daucifolia là một loài thực vật có hoa trong họ Anh túc. Loài này được H.Lév. & Vaniot mô tả khoa học đầu tiên năm 1902.